# Калактау
Калактау (Ҡалаҡтау) — горный хребет, западный отрог Южного Урала, расположенный на границе Башкортостана и Челябинской области России.
Хребет Калактау растянулся с Северо-Востока на Юго-Запад от широты верховья реки Ямская (бассейн реки Урал) до широты д. Рахметово Абзелиловского района РБ в Абзелиловском, Учалинском районах РБ и Челябинской области.
Длина хребта — 10 км, ширина около 4 км, высота — 619 м.
Рельеф — пологоволнистые склоны с ложбинами и межвершинными седловинами.
Состав хребта — кремнисто-глинистые сланцы, базальты, андезибазальты франского яруса.
Ландшафты — берёзовые леса на серых лесных почвах, луговые степи.